# Ramiro Armesto Armesto
Ramiro Armesto Armesto (* 12. Februar 1905, in Villafranca del Bierzo, León; † 21. November 1936, in Puente Castro, León) war ein demokratischer spanischer Politiker.

## Ausbildung
Er begann seine Schulzeit in Villafranca del Bierzo, setzte sie 1915–1922 in Madrid am Instituto Cardenal Cisneros fort und erreichte den Hochschulzugang. Er studierte Rechtswissenschaften an der Universidad Central de Madrid und wurde Rechtsanwalt. Während seiner Studienzeit spielte er als Torhüter professionell Fußball bei den Madrider Clubs Deportiva Ferroviaria Madrileña, ein Club der Madrider Sozialisten, und Unión Sporting Club.

## Biografie

### Politische Lehrjahre (1929–1933)
März 1929 heiratete er Sofía Pérez Neira und hatte mit ihr zwei Kinder. Als Rechtsanwalt war er in Villafranca del Bierzo und in León tätig. Als überzeugter Liberaler gehörte er zu einer Gruppe Freiberufler und Juristen, die Republikaner waren. Bei den Wahlen im November 1933 zum Congreso de los Diputados trat Ramiro Armesto mit seinem Freund Félix Gordón Ordás, dem damaligen Minister für Industrie und Handel (8. Oktober – 16. Dezember 1933), im Wahlkreis León für die liberalen Republikaner an. Durch einen Rechtsruck bei den Wahlen wurde er nicht gewählt, Gordón schon.

### Härter werdender politischer Kampf (1933–1936)

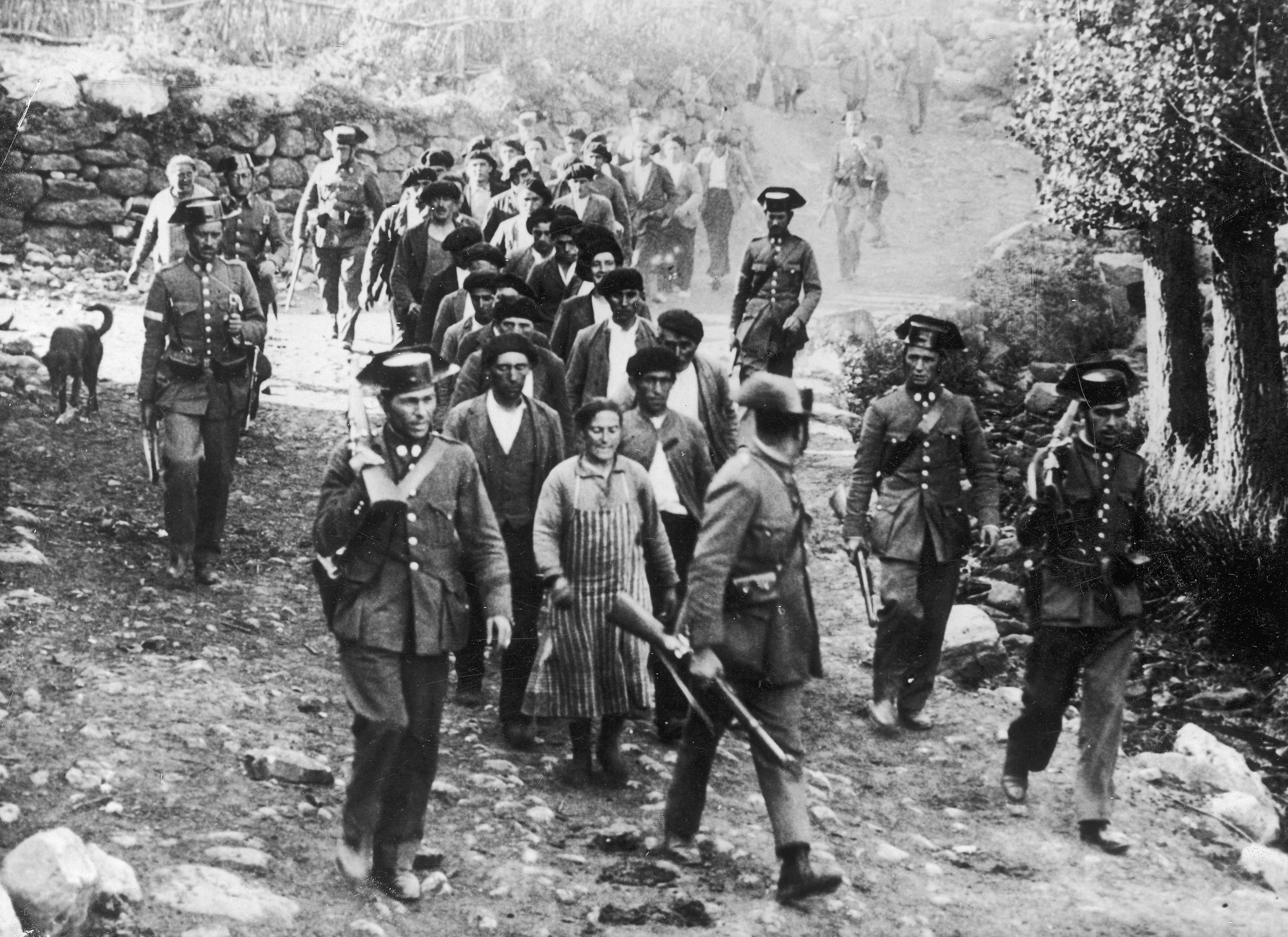
Massenhafte Festnahmen in Asturien im Oktober 1934

Nach einer Spaltung im liberalen republikanischen Spektrum trat er 1934 der Unión Republicana (UR) bei, „die - ebenso wie die Republikanische Linke von Manuel Azaña (1880-1940) - für eine umfangreiche Reformpolitik im Rahmen der parlamentarischen Republik eintrat.“ Als Redakteur der Zeitung La Republica der Unión Republicana konnte er Einfluss in seiner Partei gewinnen. Er wurde in León zum Vorsitzenden des Provinzrates seiner Partei gewählt. Als im Schwarzen Doppeljahr 1934–1935 die soziale und politische Repression wuchs, erlangte er 1934 öffentliche Aufmerksamkeit durch die Verteidigung linker Angeklagter aus Asturien. Er engagierte sich in der A.S.O. (Abogados defensores de los encartados por los sucesos de Octubre, Verteidiger für die Angeklagten der Ereignisse vom Oktober 1934).

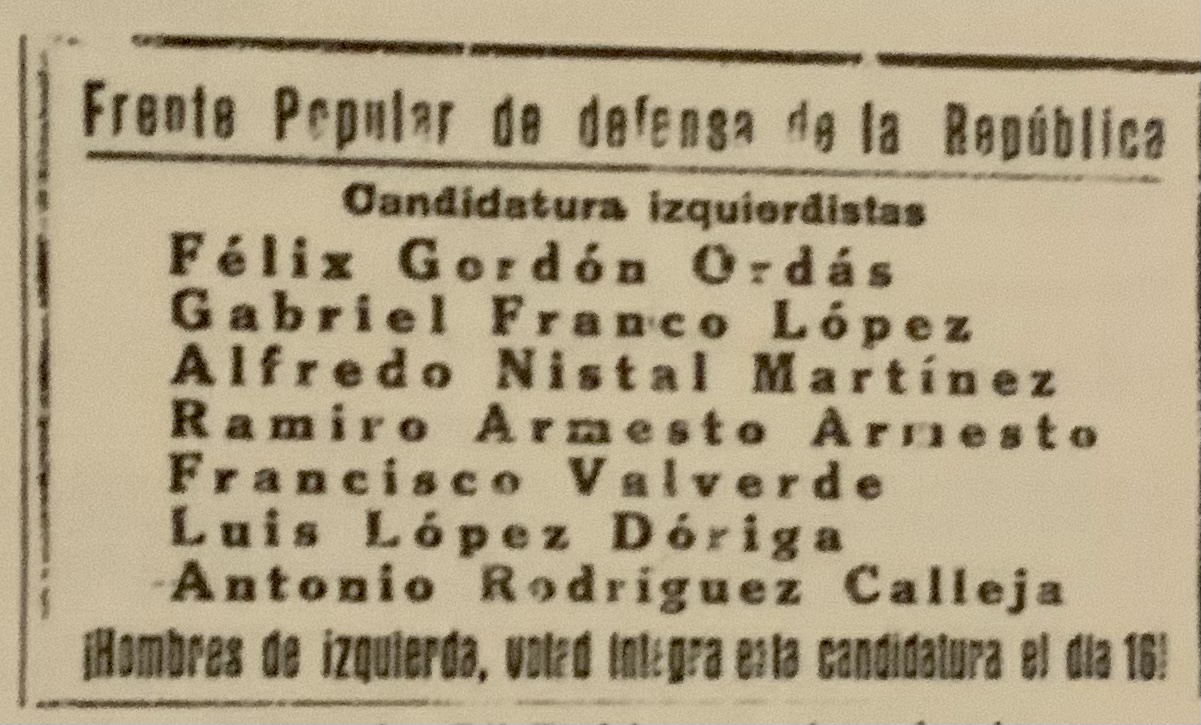
Wahlwerbung in der Zeitung La Democracia, 15. Februar 1936, León mit den Namen der Kandidaten

Am 28. Januar 1936 stellten spanische Zeitungen einmütig die aufgestellten Kandidaten für die kommenden Wahlen am 16. Februar 1936 vor. Armesto gehörte mit Gordón Ordás wieder zu den Kandidaten in der Provinz von León, die zusammen gegen die Rechte Wahlkampf machten und die vergangenen zwei Jahre überwinden wollten. Diesmal hatte die Linke als Frente Popular, zu der sich auch die Unión Republicana zählte, eine gemeinsame Kandidatenliste aufgestellt. Nach einem intensiven Wahlkampf gewann die Frente Popular gegen die Rechte, in León allerdings nicht. Es gab zwar eine signifikante Zunahme linker Stimmen, trotzdem gewannen die rechten Parteien in dieser landwirtschaftlich geprägten Region die meisten Stimmen.
| Parteien                                                    | 16.02.1936 | 16.02.1936 | 16.02.1936 | 16.02.1936 | 19.11.1933 | 19.11.1933 |
| Parteien                                                    | Anteil     | Sitze      | ±Anteil    | ±Sitze     | Anteil     | Sitze      |
| ----------------------------------------------------------- | ---------- | ---------- | ---------- | ---------- | ---------- | ---------- |
| Rechtsparteien (CEDA, Partido Agrário, Renovación Española) | 52 %       | 7          | −5 %       | −1         | 57 %       | 8          |
| Mitte (Partido Centrista)                                   | 4 %        | –          | +4 %       | ±0         | –          | –          |
| Unabhängige                                                 | 2 %        | –          | +2 %       | ±0         | –          | –          |
| Radikale (Partido Radical)                                  | 2 %        | –          | +2 %       | ±0         | –          | –          |
| Linke (PSOE, Unión Republicana, Izquierda Republicana)      | 42 %       | 2          | +9 %       | +1         | 33 %       | 1          |
| Andere, leere Stimmzettel                                   | 2 %        | –          | −8 %       | ±0         | 10 %       | –          |
| Wahlbeteiligung                                             | 69 %       | 69 %       | +4 %       | +4 %       | 65 %       | 65 %       |

Ramiro Armesto wurde nicht ins Parlament gewählt. Er konnte 70.218 Stimmen auf sich vereinigen und verpasste um 2422 Stimmen den Einzug ins Parlament. Er war in sieben Ortschaften der meistgewählte Kandidat: Campo de Villavidel, Corrullón, La Ercina, Folgoso de la Ribera, Fresnedo, Igueña und Sobrado.
Am 20. März wurde er für die Comisión Gestora de la Diputación Provincial nominiert und in der ersten Sitzung zu deren Präsident gewählt.
| Name                       | Beruf           | Partei/Organisation   | Anmerkungen  |
| -------------------------- | --------------- | --------------------- | ------------ |
| Alonso Botas, José         |                 |                       |              |
| Armesto Armesto, Ramiro    | Rechtsanwalt    | Unión Republicana     | hingerichtet |
| Baños Allende, Epifanio    | Kaufmann        |                       | Häftling     |
| Blanco Blanco, Julio       |                 | PCE                   |              |
| Carueza Landeras, Onésimo  |                 | Unión Republicana     |              |
| Custodio León, Juan        |                 | PSOE                  | hingerichtet |
| López Rubio, Victoriano    |                 |                       | hingerichtet |
| Martín Marassa, Vicente    |                 | Republikanische Linke | hingerichtet |
| Pedrosa Muñoz, Juan        |                 | PSOE                  | hingerichtet |
| Prieto Prieto, Zenón       | Bergarbeiter    |                       |              |
| Rodríguez Calleja, Antonio |                 | PSOE                  | hingerichtet |
| Santamaria Andrés, Manuel  | Gymnasiallehrer | Republikanische Linke | hingerichtet |

Diese vierte Diputación Provincial war die letzte republikanische. Ramiro Armesto war mit einunddreißig Jahren in ganz Spanien der jüngste Präsident einer Diputación Provincial.
Im Juni 1936 nahm er am ersten landesweiten Außerordentlichen Parteitag der Unión Republicana in Madrid teil, bei dem er in die Parteitagsleitung gewählt wurde.

### Gefangenschaft und Hinrichtung (Sommer 1936)
Am 20. Juli erhob sich auch die Garnison von León, schloss sich dem Putsch vom 18. Juli an. Ramiro Armesto wurde unter Hausarrest gestellt und am 16. August zusammen mit anderen Gefangenen ins schnell eingerichtete KZ San Marcos gebracht. Ein Standgericht von Militärrichtern unter dem Vorsitz von Manuel Carmona García, Oberst im Ruhestand, verurteilte ihn zusammen mit 14 Angeklagten in einem „summarischen“ Prozess am 4. und 5. November zum Tod. Am Morgen des 21. November wurde er auf dem Schießstand von Puente Castro nahe der Stadt León mit anderen Leidensgefährten füsiliert. Die Todesschützen gehörten zum 31. Infanterieregiment aus Burgos und wurden von Tristán Falcó y Álvarez de Toledo, Grande de España, kommandiert. Von den 12 Mitgliedern der republikanischen Diputación Provincial wurden sieben hingerichtet.
Ein Gnadengesuch von wichtigen wirtschaftlichen Akteuren der Stadt wurde verworfen und die Einreichenden mit hohen Geldstrafen von 40.000 bis 5.000 Peseten belegt.
Pierre Broué und Émil Témime interpretieren diesen Bruch der verfassungsmäßigen Ordnung so: „Eingestandenermaßen hatte der Terror einen konkreten Zweck: den Widerstand der Massen zu brechen.“ Gonzalo Calleja fügt dem hinzu: „Repression umfasst ein breites Spektrum von Maßnahmen, die von der physischen Eliminierung des Dissidenten bis zum Vorschreiben öffentlicher und privater Verhaltensweisen reichen können, beispielsweise durch das Auferlegen einer bestimmten Moral oder einer offiziellen Kultur, in welchem Fall es sich dem Konzept der sozialen Kontrolle annähert.“
Der Soziologe und Historiker Santos Juliá sieht den Unterwerfungsprozess als „absolut vorsätzlich, systematisch, institutionalisiert, bis er zu einem Ziel an sich für den Aufbau des neuen Staates wird (absolutamente premeditado, sistemático, institucionalizado, hasta transformarse en un objetivo en sí mismo para la construcción del nuevo Estado)“.

## Nachleben

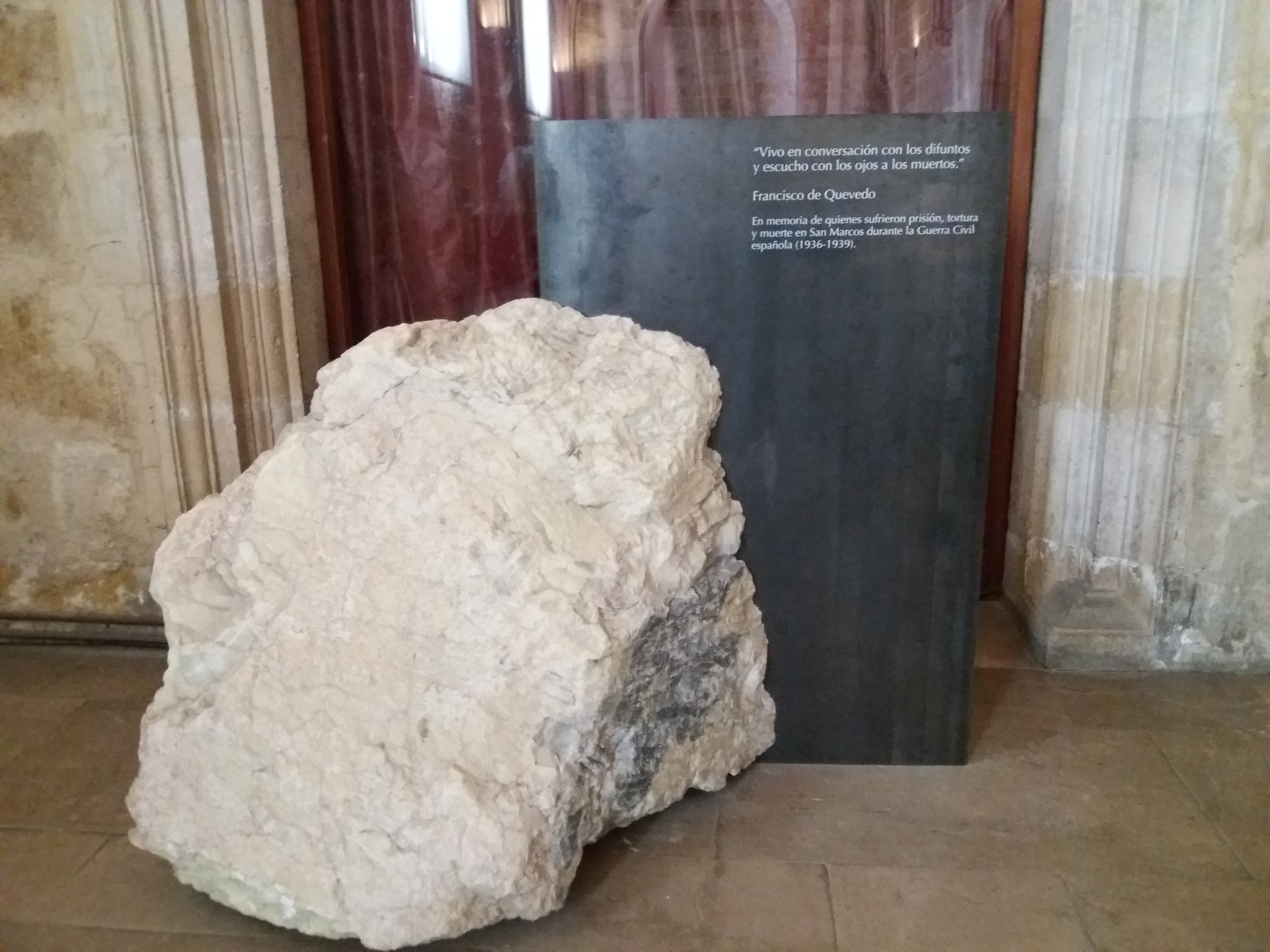
Monument zur Erinnerung an die Unterdrückung durch den Franquismus in San Marcos. Auf der Tafel ein Zitat von Francisco de Quevedo: „Ich lebe im Gespräch mit den Toten und höre mit den Augen auf die Toten.“

Während der franquistischen Diktatur sollte der liberale Demokrat und Nicht-Marxist Ramiro Armesto Armesto vergessen werden. In einer Broschüre des Regimes wurde 1939 noch so getan, als wäre der Übergang von der republikanischen zur franquistischen Diputación ganz bruchlos vollzogen worden. Danach wurde ein Mantel des Schweigens über die gewalttätigen Ereignisse gehüllt. Nach Francos Tod wurde 1977 ein Gemälde Ramiro Armestos, von José Vela Zanetti gemalt, in die Galerie der Präsidenten aufgenommen. Erst 1989 bemühte sich die demokratische Diputación Provincial de León um eine Wiederherstellung der Ehre des republikanischen Präsidenten. Das zeitweilige Konzentrationslager San Marcos ist zum Hotel geworden und besitzt eine Gedenktafel.